# Mykołajiwka (obwód odeski)
Mykołajiwka – osiedle typu miejskiego w obwodzie odeskim Ukrainy, rejonu berezowskiego.
Status osiedla typu miejskiego posiada od 1965. Liczy ponad 3700 mieszkańców.